# Hôtel de Lauzun
Hôtel de Lauzun, též Hôtel Pimodan je městský palác v Paříži. Nachází se ve 4. obvodu na nábřeží Quai d'Anjou č. 17 na ostrově sv. Ludvíka. Palác je majetkem města a slouží k pořádání oficiálních recepcí pařížského starosty.

## Historie
Palác Lauzun postavil v letech 1650–1658 architekt Louis Le Vau pro finančníka Charlese Gruyna. Výzdobu provedli malíři Sébastien Bourdon (1616–1671), Charles Le Brun (1619–1690), Eustache Lesueur (1616–1655) a Pierre Patel (1604–1676).
V roce 1682 palác koupil Antonin Nompar de Caumont, vévoda de Lauzun, po kterém nese palác jméno. V roce 1685 ho koupil markýz Richelieu, který ho v roce 1709 prodal královskému sekretáři Pierrovi Françoisovi Ogierovi. Po něm palác zdědil jeho syn Jean-François Ogier, od kterého ho koupil roku 1764 René-Louis de Froulay, markýz de Tessé. V roce 1769 palác přenechal svým vnukům z rodiny Saulx-Tavannes, kteří ho v roce 1779 prodali markýzovi de Lavallée de Pimodan a ten palác vlastnil až do Velké francouzské revoluce.
V letech 1843–1845 zde měl Charles Baudelaire pronajatý malý byt v posledním patře vedoucí na dvůr. K jeho sousedům patřili rovněž spisovatel Théophile Gautier a malíř Joseph Ferdinand Boissard de Boisdenier (1813–1866).
V roce 1906 byla budova zapsána mezi historické památky a v roce 1928 palác koupilo město Paříž.
Na nádvoří, na fasádě mezi okny ve druhém patře se nacházejí sluneční hodiny, které mohou sloužit i jako kalendář.